# La Balme-de-Sillingy
La Balme-de-Sillingy is een gemeente in het Franse departement Haute-Savoie (regio Auvergne-Rhône-Alpes). De plaats maakt deel uit van het arrondissement Annecy. La Balme-de-Sillingy telde op 1 januari 2022 5.215 inwoners.

## Geografie
De oppervlakte van La Balme-de-Sillingy bedroeg op 1 januari 2022 16,51 vierkante kilometer; de bevolkingsdichtheid was toen 315,9 inwoners per km².

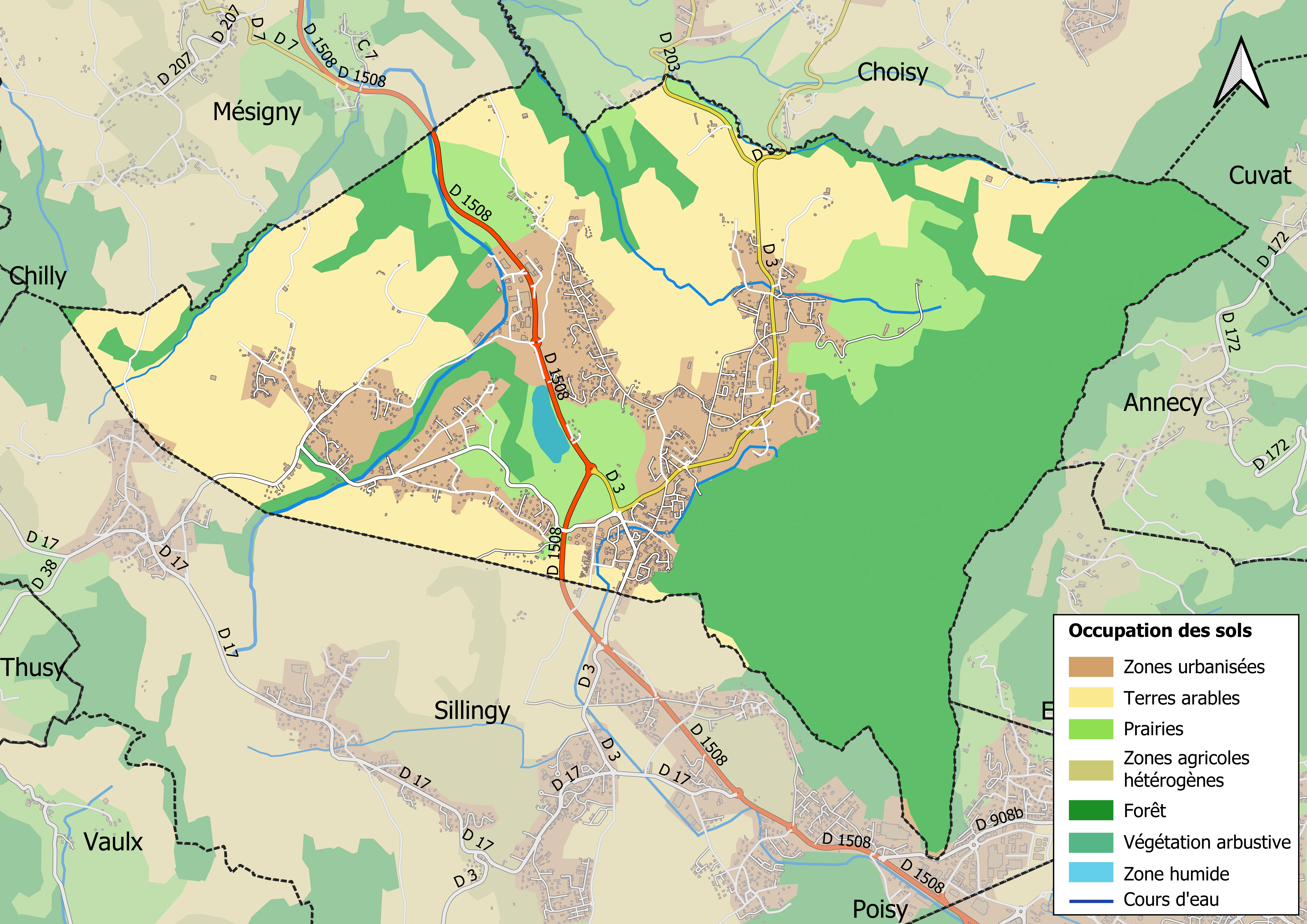
Kaart van de gemeente met de belangrijkste infrastructuur, bodemgebruik en omliggende gemeenten

## Demografie
Onderstaande figuur toont het verloop van het inwonertal (bron: INSEE-tellingen).